# Annecchino
La famiglia Annecchino o Anichino (talvolta preceduti dalla preposizione d') è una famiglia nobile italiana di origine tedesca, ascritta ai Sedili di Napoli.

## Storia

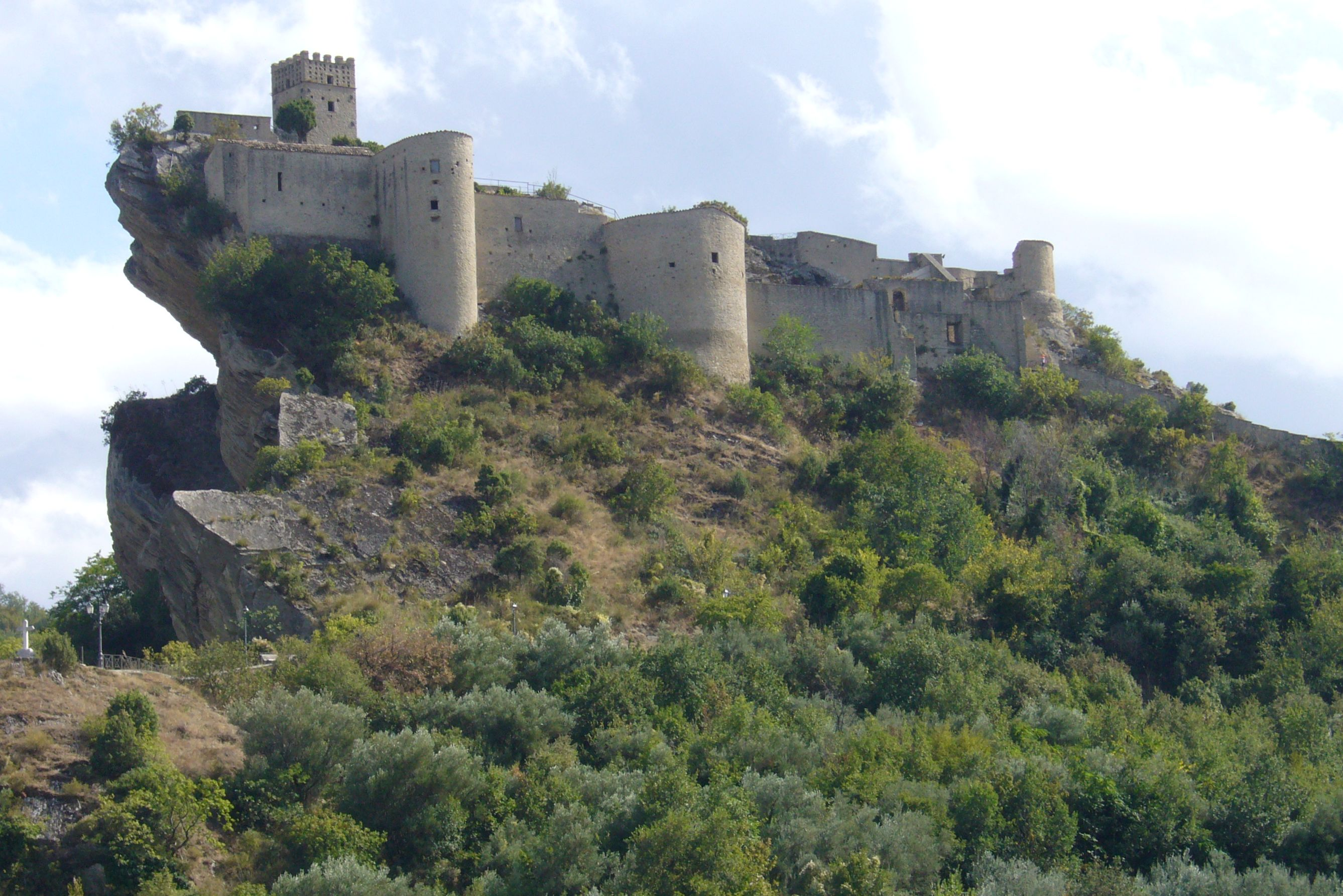
Il Castello di Roccascalegna, principale dimora della famiglia Annecchino

Le notizie storiografiche sulla famiglia Annecchino sono scarse e frammentarie. Originaria della Germania, si trapiantò in Italia con Giovanni d'Annecchino, primo membro della famiglia di cui si hanno notizie, nel 1272. In tale anno Giovanni venne investito del titolo di castellano di Somma.
Il membro più celebre della dinastia fu il condottiero Raimondo d'Annecchino, figlio di Annecchino d'Annecchino e fratello di Cola, il quale fu signore di Altino, Bomba, Civitaluparella, Civitella Messer Raimondo, Gamberale, Montebello sul Sangro, Pennadomo e Roccascalegna. Luogotenente della compagnia di ventura di Jacopo Caldora, sotto il comando di suo figlio Antonio Caldora si distinse nella battaglia del Tordino del 1460 contro le truppe del duca di Urbino Federico da Montefeltro.
Altri membri noti della famiglia furono Giovanni d'Annecchino, che prese parte ad una giostra cavalleresca indetta nel 1451 dal re del Regno di Napoli Ferrante d'Aragona per celebrare la nascita del figlio Federico, futuro sovrano napoletano; Antonio d'Annecchino, figlio di Venere Carafa e marito di Diana Cantelmo, il quale fu barone di Civitella Messer Raimondo e Pratola Peligna; Alfonso d'Annecchino, che nel 1504 ereditò l'intero stato feudale della propria famiglia; Giovanni Maria d'Annecchino e i capitani della fanteria Alfonso e Bartolomeo d'Annecchino, di cui il primo è noto per aver fatto realizzare importanti lavori di rafforzamento nel Castello di Roccascalegna, principale dimora della famiglia.
Ha goduto di nobiltà a Benevento e fu ascritta ai Seggi di Montagna e Portanuova dei Sedili di Napoli. Contrasse matrimoni con importanti famiglie nobili napoletane, come i Cantelmo, i Carafa, i Di Sangro, i Gaetani, i Gambacorta, i Latino e i Pignatelli.